# Hemioplisis maculata
Hemioplisis maculata är en fjärilsart som beskrevs av Stoll 1790. Hemioplisis maculata ingår i släktet Hemioplisis och familjen mätare. Inga underarter finns listade i Catalogue of Life.